# Diócesis de Koumra
La diócesis de Koumra (en francés: Diocèse de Koumra) es una circunscripción eclesiástica de la Iglesia católica en Chad. Se trata de una diócesis latina, sufragánea de la arquidiócesis de Yamena. Desde el 12 de agosto de 2023 su obispo electo es Samuel Mbairabé Tibingar.

## Territorio y organización
La diócesis tiene 17 330 km² y extiende su jurisdicción sobre los fieles católicos de rito latino residentes en la región de Mandoul.
La sede de la diócesis se encuentra en la ciudad de Koumra, en donde se halla la Catedral de Santa Teresa del Niño Jesús. 
En 2023 en la diócesis existían 11 parroquias.

## Historia
La diócesis fue erigida el 12 de agosto de 2023 por el papa Francisco, obteniendo el territorio de la diócesis de Sarh.

## Estadísticas
Según el Anuario Pontificio 2023, la diócesis tenía a fines de 2023 un total de 124 083 fieles bautizados.
| Año                                                                                                  | Población            | Población | Población      | Sacerdotes | Sacerdotes    | Sacerdotes    | Bautizados por sacerdote | Diáconos permanentes | Religiosos | Religiosos | Parroquias |
| Año                                                                                                  | Bautizados católicos | Total     | % de católicos | Total      | Clero secular | Clero regular | Bautizados por sacerdote | Diáconos permanentes | Varones    | Mujeres    | Parroquias |
| --- | -------------------- | --------- | -------------- | ---------- | ------------- | ------------- | ------------------------ | -------------------- | ---------- | ---------- | ---------- |
| 2023                                                                                                 | 124 083              | 900 000   | 13.8           | 16         | 16            |               | 7755                     |                      | 12         | 11         | 11         |
| Fuente: Catholic-Hierarchy, que a su vez toma los datos del Boletín de Sala Stampa de la Santa Sede. |                      |           |                |            |               |               |                          |                      |            |            |            |

## Episcopologio
- Samuel Mbairabé Tibingar, desde el 12 de agosto de 2023